# Northrop Grumman E-2 Hawkeye
Il Grumman E-2 Hawkeye è un bimotore turboelica imbarcato ad ala alta, ognitempo con compiti di Airborne Early Warning, prodotto dall'azienda statunitense Grumman Aircraft Engineering Corporation, poi Northrop Grumman Corporation. Viene destinato principalmente a scopi di sorveglianza per la difesa delle unità di superficie della U.S. Navy.
Entrato in servizio dalla metà degli anni sessanta per sostituire l'E-1 Tracer, era dotato di attrezzature di scoperta radar, che permettono di coordinare la difesa di gruppi navali da minacce aeree e navali. Dal momento della sua entrata in servizio è divenuto un elemento fondamentale degli stormi imbarcati ricevendo numerosi aggiornamenti e venendo acquisito anche da clienti esteri. Per il caratteristico suono dei suoi motori è stato soprannominato "Hummer".

## Storia del progetto

### Contesto
Il progressivo sviluppo di avanzati sistemi radar aviotrasportati (AWACS) e la necessità degli Stati Uniti di dotarsi di un aeromobile in grado di avere capacità AWACS, unita alla possibilità di essere imbarcato, ha portato allo sviluppo dell'E-2 Hawkeye. Anche se, in verità, il primo aereo americano imbarcato con capacità AWACS fu una versione modificata del S-3 Tracker designata E-1 Tracer.

### Sviluppo

#### E-2A ed E-2B
Nel 1956 l'US Navy richiese lo sviluppo di un aereo di allarme rapido in grado di interagire con i sistemi di comando e controllo montati a bordo delle navi. L'appalto andò alla Grumman che iniziò lo sviluppo nel 1957. I principali problemi dei progettisti furono molti, tra cui la compatibilità dell'aereo con le vecchie portaerei classe Essex. Poiché le portaerei classe Essex furono costruite durante la seconda guerra mondiale per operare con aerei a elica e avevano numerose limitazioni in termini di peso, altezza e lunghezza in confronto alle portaerei costruite con i nuovi criteri. L'E-2A in realtà non operò mai dalle portaerei Essex, e secondo alcuni esperti le limitazioni imposte rallentarono lo sviluppo del velivolo.
Il primo prototipo, creato per le sole prove aerodinamiche volò per la prima volta il 21 aprile 1960. Nel gennaio del 1964 invece l'aereo completamente allestito entrò in servizio con l'US Navy, designato E-2A.
Nel 1965 i problemi erano così gravi che la produzione venne fermata a soli 59 aerei prodotti. Particolari difficoltà furono incontrate dai progettisti nel sistema di raffreddamento delle componenti elettroniche. I computer infatti non essendo raffreddati adeguatamente portavano a errori e continui malfunzionamenti. La cellula dell'aereo, operando in ambiente marino, mostrava anche segni di corrosione.
I funzionari della Marina dovettero spiegare al Congresso perché i contratti di produzione con la Grumman furono firmati ancora prima di effettuare i test sull'avionica. Per ovviare ai problemi di affidabilità, gran parte dei computer vennero sostituiti, e i nuovi aerei con gli ultimi aggiornamenti furono designati E-2B. I 49 E-2A che erano stati prodotti vennero aggiornati alla nuova versione. Grazie alle migliorie apportate i nuovi E-2B poterono sostituire completamente gli E-1B.

#### E-2C Hawkeye
Malgrado l'E-2B avesse risolto gran parte dei problemi dell'E-2A si trattava di una situazione provvisoria. L'US Navy però non era ancora soddisfatta delle prestazioni prodotte dalla versione E-2B. Nell'aprile del 1968 iniziò lo sviluppo di una versione E-2C. Vennero ordinati 28 E-2C. I principali miglioramenti furono nell'avionica del radar e nei computer.
Il primo volo del prototipo dell'E-2C avvenne il 20 gennaio 1971. I test diedero risultati soddisfacenti e la produzione venne avviata nel settembre del 1972. Il 1º gruppo di E-2C divenne operativo nel 1973. Normalmente l'E-2 volava in combinazione con i Tomcat e grazie agli avanzati sistemi di comunicazione poteva dialogare con molti sistemi, installati sia su aerei che su navi.
Una seconda tranche di produzione venne ordinata tra il 1988 e il 1991 con la produzione di 18 aeroplani. Vennero apportate numerose modifiche ed oltre a nuovi sistemi elettronici vennero sostituiti i motori con due T-56-A-427.
Seguì una seconda versione chiamata "Gruppo II" con miglioramenti al radar, mentre nel 1992 uscì l'E-2C Hawkeye "Variante 2000" ( a volte chiamato "Gruppo III").
Nel 1997 l'US Navy decise che tutti i gruppi di voli di prima linea sarebbero stati dotati del E-2C "Gruppo II" per un totale di 75 aerei. Tuttavia, nel frattempo, Grumman si fuse con Northrop e diede il via allo sviluppo del "Gruppo II Plus" chiamato anche Hawkeye 2000. Nella versione Hawkeye 2000 venne installato il radar APS-145, nuovi computer e sistemi per lo scambio dati. Tutti gli aerei che avevano ancora le prime versioni di calcolatori vennero aggiornati con sistemi più efficienti. Questo programma di aggiornamento prese il nome di GrIIM RePr (Group II Mission Computer Replacement Program, pronunciato "grim reaper").
Nel 2004 i vecchi motori con elica a 4 pale vennero sostituiti da due NP2000 a 8 pale sviluppati dalla Hamilton Sundstrand. La modifica portò ad una maggiore efficienza e una maggiore manutenibilità del velivolo. A partire dal 2007 è iniziato un processo di aggiornamento dell'elettronica di bordo con l'aggiunta di collegamenti satellitari.

#### E-2D Advanced Hawkeye
L'ultima versione dell'E-2 è l'E-2D Advanced Hawkeye. I primi prototipi dell'E-2D sono "Delta One" e "Delta Two". L'E-2D ha una suite elettronica di ultima generazione, sistemi satellitari, glass cockpit e rifornimento in volo. Il nuovo radar APY-9 avrebbe inoltre la capacità di individuare anche velivoli stealth e aerei di piccole dimensioni. Questa capacità consentirebbe agli Stati Uniti di poter localizzare caccia di quinta generazione come il Sukhoi PAK FA e i due nuovi caccia cinesi Chengdu J-20 e Shenyang J-31. Anche sei i radar UHF hanno sempre avuto problemi di risoluzione e di accuratezza Lockheed e Northrop hanno riferito di aver superato questo problema con particolari accorgimenti tecnici. Secondo la Marina statunitense l'E-2D potrebbe fungere da piattaforma di controllo per armamento guidato. Sarebbe quindi in grado di controllare missili AIM-120 AMRAAM e missili SM-6 contro un obbiettivo che altre navi o aerei non sarebbero in grado di individuare.
Il primo volo dell'E-2D ha avuto luogo il 3 agosto 2007. mentre le prime consegne hanno avuto inizio nel 2010
Il 4 febbraio 2010 un E-2D ha effettuato il primo atterraggio su una portaerei, a bordo dell'USS Harry S. Truman. Il 12 febbraio 2013 è stata approvata l'entrata in produzione a pieno ritmo. Le consegne dovrebbero terminare nel 2015 con la consegna di 75 aerei e la possibilità di produrre altri 55 aerei in 10 anni. Il 30 giugno 2014 la Northrop Grumman si è aggiudicata per 3,6 miliardi di dollari, la fornitura di altri 25 E-2D; 13 modelli E-2D erano già stati consegnati.

## Tecnica

### Cellula
L'E-2 è un aereo ad ala alta equipaggiato con due motori turboelica e un carrello retrattile triciclo. L'E-2 è dotato di gancio di coda per poter atterrare sul ponte delle portaerei. Il radome a forma di disco, che contiene il radar, ha un diametro di 7,3 metri.

## Impiego operativo

### Egitto
L'Egitto ha acquistato cinque E-2C entrati in servizio nel 1987 e aggiornati alla versione 2000.

### Francia
L'Aéronautique navale, la componente aerea della Marine nationale (marina militare francese) gestisce tre E-2C ed è l'unico operatore di E-2 ad utilizzarli su una portaerei oltre agli Stati Uniti d'America. Attualmente sono imbarcati sulla portaerei a propulsione nucleare Charles de Gaulle. I tre E-2C sono stati aggiornati alla versione 2000 nel 2007. Hanno preso parte alle operazioni in Afghanistan e in Libia.

### Giappone
La Kōkū Jieitai, la forza aerea di autodifesa giapponese, possedeva 13 E-2C, che iniziarono regolarmente le missioni dal 31 gennaio del 1987, schierati nella base aerea di Misawa. Successivamente dal 20 aprile 2014 gli E-2C operarono anche nella base aerea di Naha nella prefettura di Okinawa. L'acquisizione di questi aeroplani ha un inportante antecedente. Il 6 settembre 1976 il pilota sovietico Viktor Belenko con il suo MiG-25 era atterrato, senza essere intercettato, nell'aeroporto di Hakodate dopo che i sistemi radar giapponesi avevano perso le tracce dell'aereo poiché il MiG volava a bassa quota. Ciò avrebbe portato l'aeronautica militare giapponese a considerare l'acquisto dell'E-2. Agli E-2C sono seguiti in seguito anche gli E-2D Advanced Hawkeye, con capacità radar nettamente superiori.

### Messico
Nel 2004, tre E-2 precedentemente israeliani sono stati venduti all'aeronautica militare messicana per missioni di sorveglianza. La versione è la E-2C.

### Singapore
Singapore ha operato con 4 E-2C dal 1987 al 2007, quando ne è stata annunciata la sostituzione con il nuovo G550 AEW.

### Israele
Israele è stato il primo cliente di lancio estero per l'E-2. Quattro E-2 vennero consegnati nel 1981, e hanno avuto il battesimo del fuoco durante la guerra del Libano, dimostrando grandi capacità nel coordinare le operazioni. Nel 2002 tre dei quattro E-2 sono stati venduti al Messico mentre un esemplare è esposto nel museo dell'Aviazione Militare Israeliana. L'aeronautica militare israeliana sarebbe in procinto di comprare un sostituto per l'E-2. Si tratta di un Gulfstream G550 opportunamente modificato.

### Stati Uniti d'America
L'E-2A è entrato in servizio nell'United States Navy nel gennaio del 1964. Nel 1965 venne imbarcato per la prima volta su una portaerei, la USS Kitty Hawk.
Da quando è entrato in linea durante la Guerra del Vietnam, l'E-2 è stato fondamentale per la sicurezza e l'intelligence statunitense. Nel mese di agosto del 1981 un E-2 scortato da due Grumman F-14 Tomcat in una missione di intercettazione nel Golfo di Sirte ha portato all'abbattimento di due Sukhoi Su-22 dell'Al-Quwwat al-Jawwiyya al-Libiyya, l'aeronautica militare libica. A metà degli anni ottanta sono stati utilizzati anche dalla United States Coast Guard, la Guardia costiera statunitense, per la lotta al narcotraffico.

### Taiwan
Taiwan ha acquistato 4 aerei E-2T dagli Stati Uniti il 22 novembre 1995. Il 15 aprile 2006 Taiwan ha commissionato altri due E-2K Hawkeye. Nel 2010 i velivoli sono ritornati negli Stati Uniti per poter esser aggiornati.

## Varianti
W2F-1
Denominazione originale. Cambiata in E-2A nel 1962.
E-2A
Versione iniziale. 59 esemplari costruiti.
TE-2A
Versione da addestramento. Due esemplari costruiti.
YC-2A
Due E-2A utilizzati come prototipi per il C-2.
E-2B
Versione aggiornata e corretta dell'E-2A. 59 esemplari costruiti.
YE-2C
Versione sperimentale usata per prove e addestramento.
E-2C
Versione derivata dall'E-2B, notevolmente aggiornata con nuovo radar e nuova avionica. 64 esemplari costruiti.
E-2C Gruppo I
Versione con radar AN/APS-120 o AN/APS-125.
E-2C Gruppo II
Radar AN/APS-139. Nuovi motori. 18 esemplari costruiti.
E-2C Hawkeye 2000
Nuova avionica.
E-2D Advanced Hawkeye
Versione con nuovo radar AESA, glass cockpit e varie migliorie ai motori.
E-2T
Variante da esportazione per Taiwan derivata dall'E-2B. Stessa avionica dell'E-2C Gruppo II.

## Utilizzatori
Egitto
- El Qūwāt El Gawīyä El Maṣrīya

8 E-2C consegnati. 7 E-2C in servizio all'agosto 2019.
 Francia
- Aéronautique navale

3 E-2C consegnati a partire dal marzo 2000 ed il 2001, ed aggiornati nel biennio 2006-2007 alla versione NP-2000 con l'adozione del nuovo radar ASP-145, sistema di missione rinnovato ed eliche dotate di otto pale. Inquadrati nel gruppo aereo imbarcato (GAE). Questi, nel 2020, sono stati integrati da un quarto esemplare ex US Navy, acquisito per servire come fonte di pezzi di ricambio.
Flottille 4F sulla BAN Lann-Bihoué dal 10 marzo 2000 ad oggi, destinati ad essere impiegati sulla Charles de Gaulle È prevista la sostituzione, con altrettanti nuovi E-2D Advanced Hawkeye. A luglio 2020 il Dipartimento di Stato Americano ha approvato la fornitura alla Francia di 3 velivoli E-2D Advanced Hawkeye per un costo stimato di circa 2 miliardi di dollari. Il 20 novembre 2020, il Ministero della Difesa francese ha confermato l'ordine per 3 E-2D Advanced Hawkeye che saranno consegnati a partire dal 2027.
 Giappone
- Kōkū Jieitai

13 E-2C consegnati tra il 1982 ed il 1993. 4 E-2D Advanced Hawkeye ordinati, con consegne a partire dal 2019. L'annuncio del 12 ottobre 2018 per l'acquisizione di ulteriori 9 E-2D dagli Stati Uniti oltre ai 4 già ordinati, è stato formalizzato a settembre 2019. A maggio 2019 risulta consegnato il primo E-2D. Ulteriori 5 E-2D selezionati a maggio 2023, ma ordinati a luglio 2024, hanno portato a 18 il totale di aerei ordinati. Al luglio 2024 dei tredici E-2C Hawkeye in organico, solo sei sono operativi (tre dei quali hanno ricevuti eliche a otto pale come gli E-2D), mentre tre sono stati immagazzinati a Gifu.
 Israele
- Heyl Ha'Avir

4 E-2C ricevuti, 3 dei quali ceduti all'Aviazione di marina messicana dopo un aggiornamento nel 2004.
 Messico
- Armada de México

3 E-2C ex Aeronautica israeliana, utilizzati dal 2004 al 2009.
 Singapore
- Angkatan Udara Republik Singapura

4 E-2C in servizio dal 1987 al 2010.
 Taiwan
- Chung-Hua Min-Kuo K'ung-Chün

4 E-2T acquistati nel novembre 1995, più 2 ulteriori E-2C Hawkeye 2000 acquistati nel 2004, versione alla quale sono stati aggiornati successivamente anche i primi quattro esemplari e tutti ridesignati E-2K. Un esemplare, rimasto gravemente danneggiato durante l'atterraggio il 25 novembre 2022, è stato ritirato ed utilizzato come fonte di parti di ricambio.
 Stati Uniti
- United States Navy

complessivamente 19 ricevuti, 7 distrutti, 12 attivi.
49 della nuova versione E-2D Advanced Hawkeye risultano ordinati all'aprile 2019.
- United States Coast Guard

## Galleria d'immagini

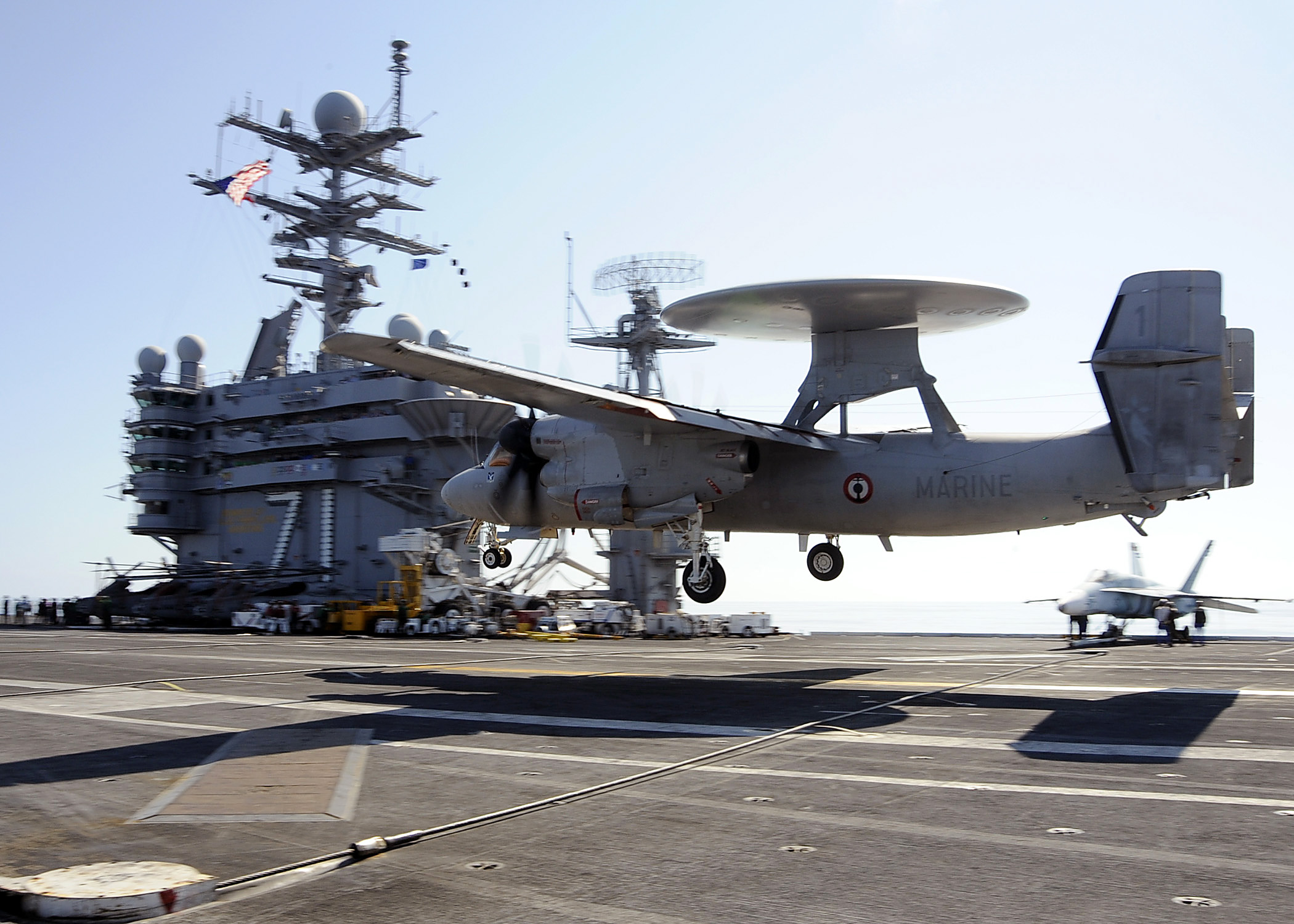
Un E-2 Hawkeye dell'Aéronavale in fase di appontaggio sulla Theodore Roosevelt al largo di Norfolk (Virginia) (18 luglio 2008).
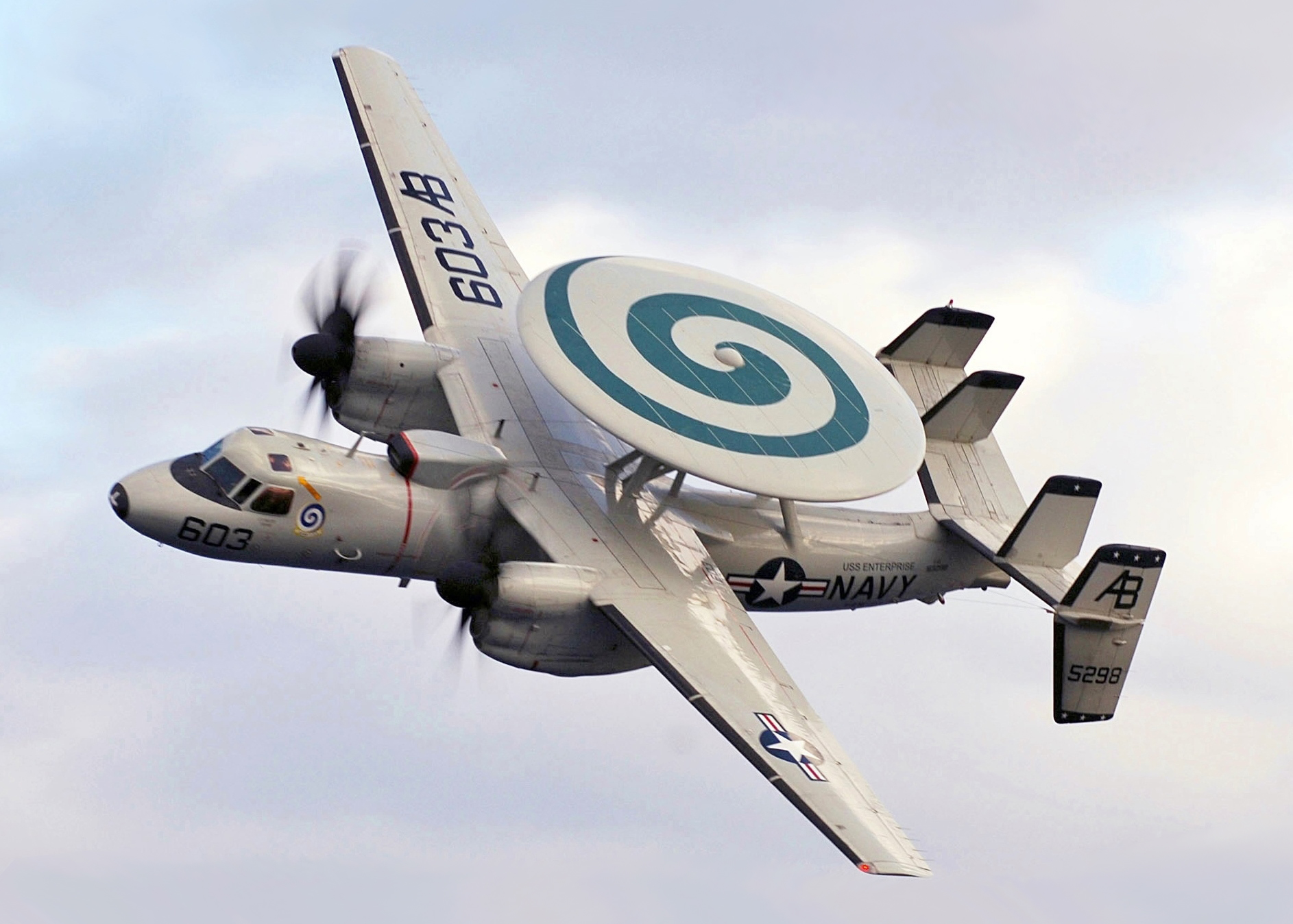
E-2C Hawkeye del "Carrier Airborne Early Warning Squadron VAW-123"
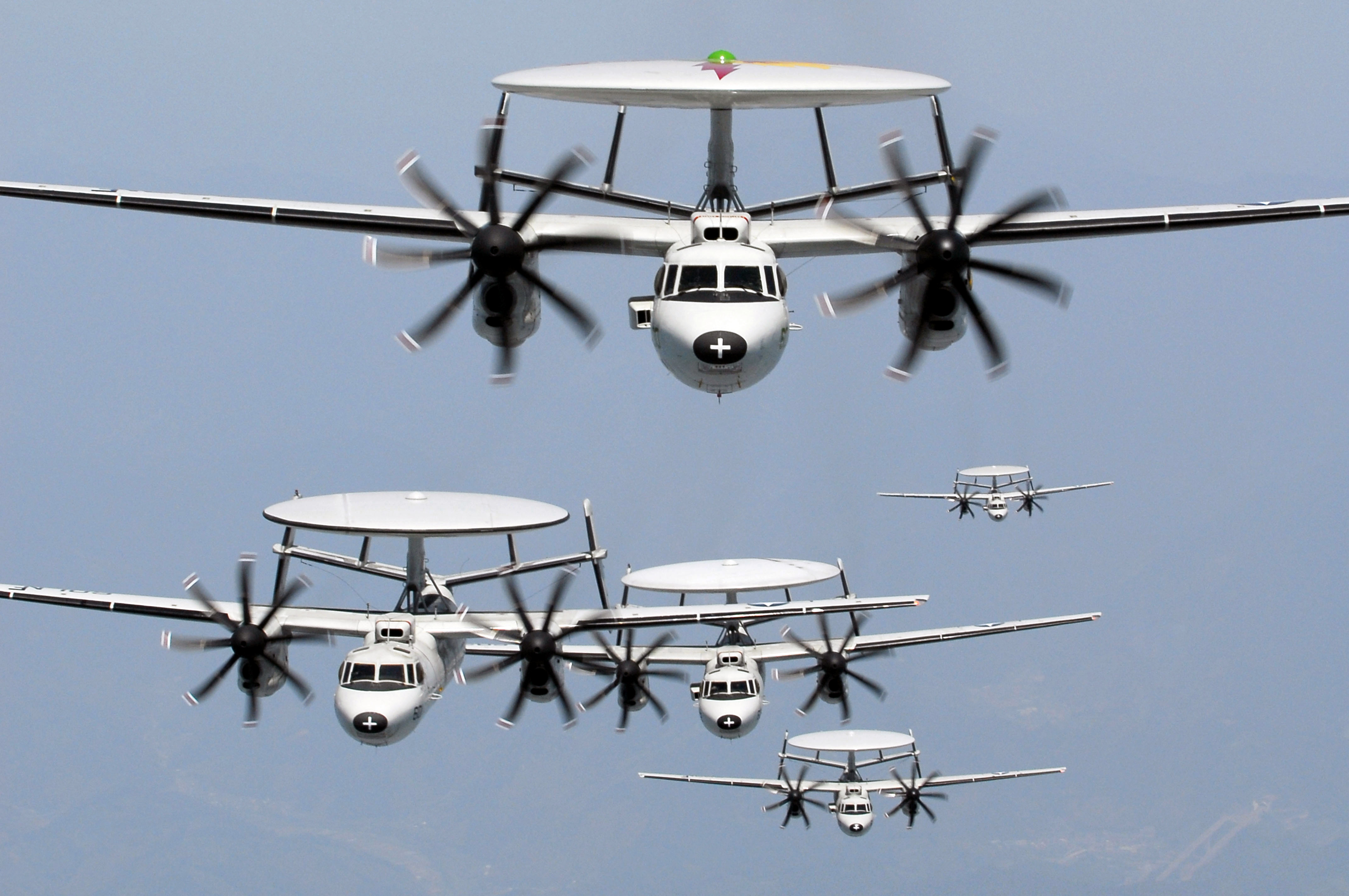
Cinque Grumman E-2 Hawkeye dello Squadrone Airborne Early Warning 115 (VAW-115) volano in formazione nei pressi del Monte Fuji il 9 maggio 2007. Il VAW-115 è uno dei nuovi squadroni della marina americana di stanza a Atsugi.
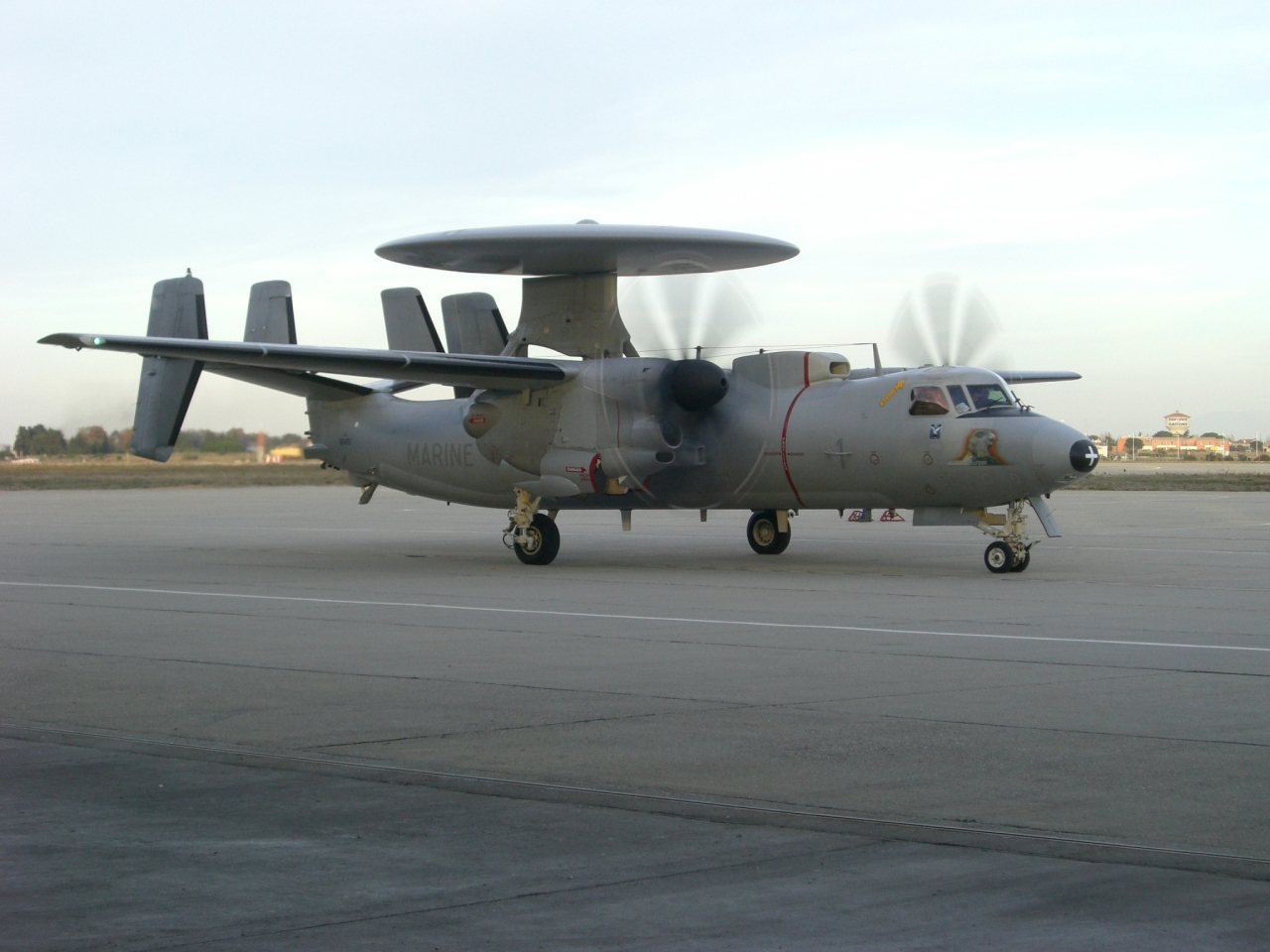
L'E2-C Hawkeye FR1 alla BAN Nîmes-Garons
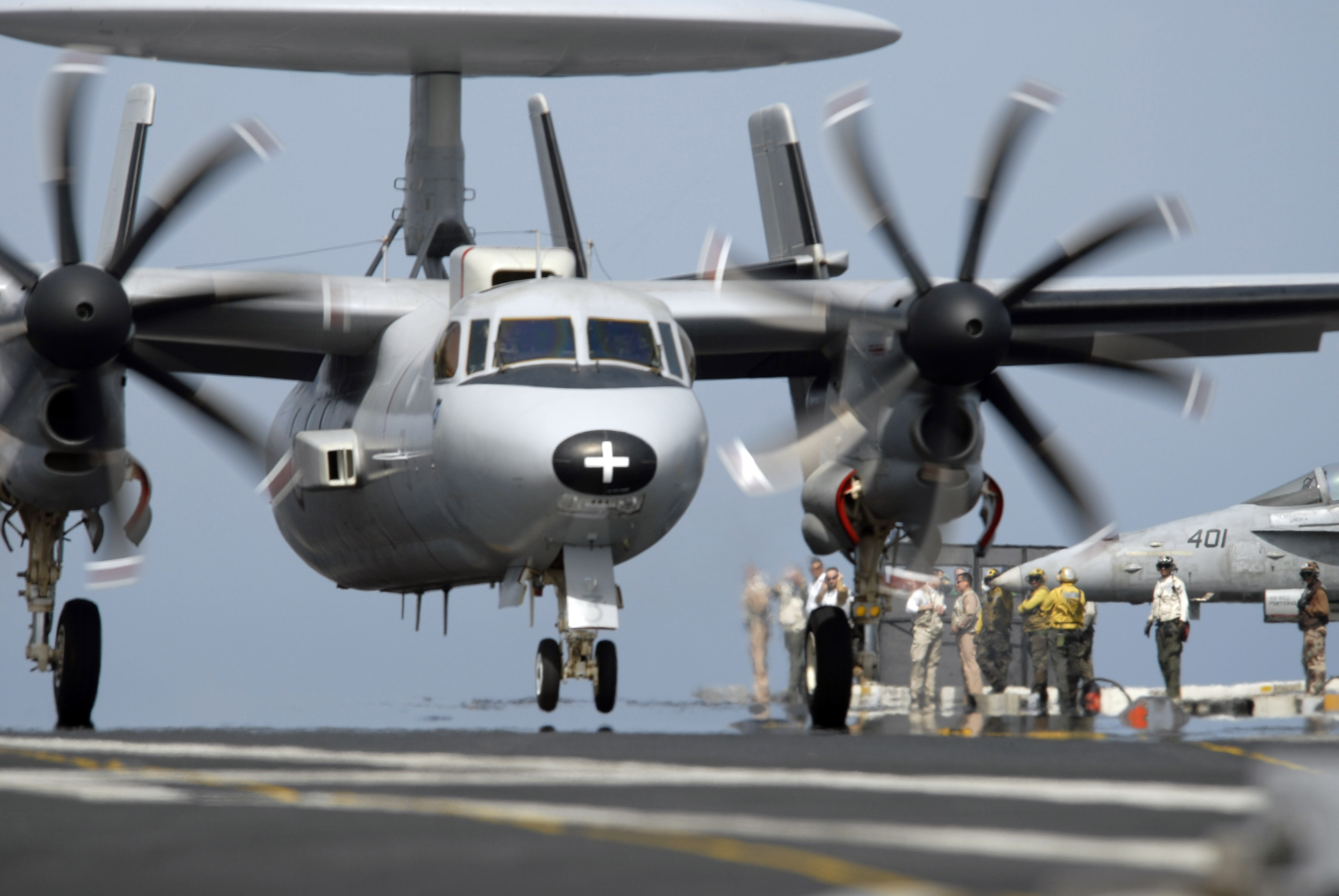
Un E-2C Hawkeye della Charles de Gaulle effettua un touch-and-go sul ponte di volo della John C. Stennis in sostegno alla forze dispiegate in Afghanistan (12 aprile 2007)

## Cultura di massa
- In ambito videoludico, un E-2 in versione C compare nel videogioco Deadly Skies III.[44]

- Appare nei film Countdown dimensione zero del 1980, Gamera 3 - Iris kakusei del 1999, e Top Gun: Maverick del 2022.

### Pubblicazioni
- David W. H. Godfrey, Hawkeye:A New Dimension in Tactical Warfare, in Air International, Vol. 12, No 1, Bromley, UK, Fine Scroll, gennaio 1977,  pp. 7–13, 42–44.
- Cristiano Martorella, L'E-2D Advanced Hawkeye in Giappone, in Panorama Difesa, n. 411, Firenze, ED.A.I., ottobre 2021,  pp. 68-75.